# Forsand
Forsand è un ex comune norvegese della contea di Rogaland. Dal 1º gennaio 2020 fa parte del comune di Sandnes.

## Monumenti e luoghi d'interesse
- Preikestolen, pulpito di roccia, una falesia di granito alta 604 metri e che termina a strapiombo sul Lysefjord, di fronte al Kjeragbolten.

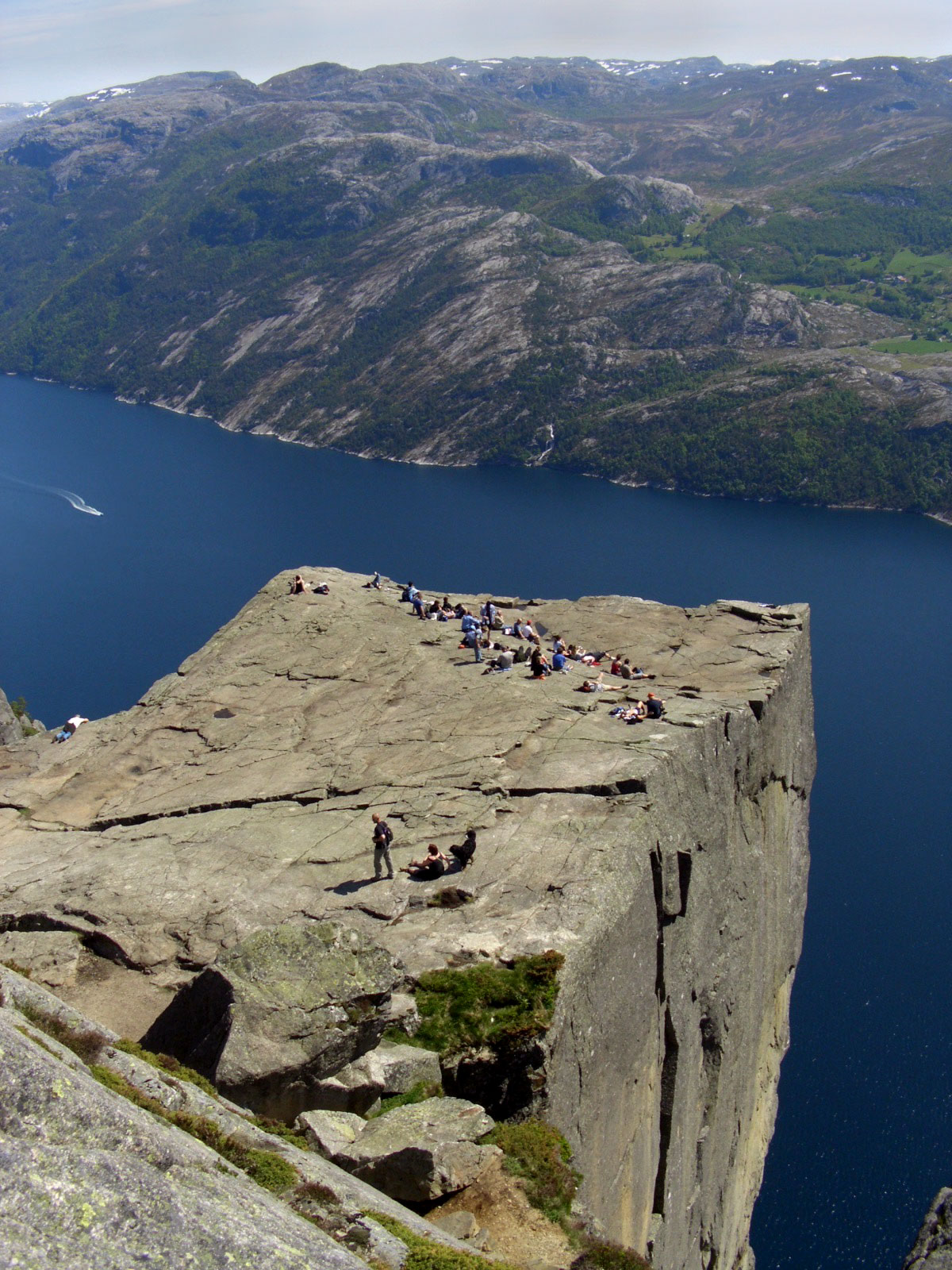
Preikestolen